# Naszalsza

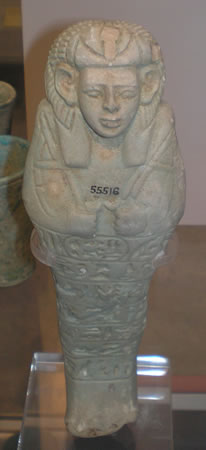
Naszalsza usébtije

Naszalsza núbiai kusita királyné volt, az egyiptomi XXV. dinasztiával egyidőben; Szenkamaniszken felesége.
Említi egy usébtije felirata (ma a British Museumban), valamint kupák feliratai, egy bizonyos Khaliut sztéléjének szövege, egy dedikációs felirat, egy Kawából előkerült szöveg, valamint két Dzsebel Barkal-i sztélé: az egyik Atlanersza trónra léptét örökíti meg, a másik Aszpelta kiválasztását és adoptálását.

## Élete
Naszalsza apja Atlanersza király volt, testvére és férje Szenkamaniszken, gyermekei Anlamani és Aszpelta királyok, valamint Madiqen királyné.
Anlamani sztéléje (Kawa VIII) leírja, hogyan hívták meg Naszalszát, hogy lássa fiát a trónon:
„A király anyja, Naszalsza, örökké éljen, a királyi nővérek között volt. Az anyakirályné, az édes szeretetű, minden asszony úrnője volt. Őfelsége elküldte kísérőit, hogy hozzák őt elé, ő pedig ott találta fiát, aki Hóruszként jelent meg trónján. Nagy öröm töltötte el a szívét, mikor látta őfelsége szépségét.
Aszpelta örökbe fogadási sztéléjén Naszalsza úgy szerepel, mint „a király nővére, a király anyja, Kús úrnője, Ré leánya”. A szöveg említi, hogy Naszalsza anyja a király nővére, Ámon-Ré imádója Thébában, Amenirdisz. Ő valószínűleg örökbe fogadta Naszalszát, mert az Ámon isteni felesége cím várományosaként cölibátusban kellett élnie. A „Ré leánya” itt szerepel először kusita királyné címeként.
Naszalsza sírja Nuriban a 24-es sír. A sírkamra hosszú vallási szövegekkel díszített, ami ezen kívül szinte csak királysíroknál fordul elő. A sírt kifosztották.

## Fordítás
- Ez a szócikk részben vagy egészben  a   Nasalsa című angol Wikipédia-szócikk ezen változatának fordításán alapul.  Az eredeti cikk szerkesztőit annak laptörténete sorolja fel. Ez a jelzés csupán a megfogalmazás eredetét és a szerzői jogokat jelzi, nem szolgál a cikkben szereplő információk forrásmegjelöléseként.